# Kada Al-Batrun
Kada Al-Batrun (arab. قضاء البترون) – jednostka administracyjna w Libanie, należąca do muhafazy Dystrykt Północny, położona na północ od Bejrutu. Dystrykt zamieszkiwany jest przede wszystkim przez chrześcijan (głównie maronitów i prawosławnych).

## Główne miasta
- Al-Batrun
- Szakka

## Wybory parlamentarne
Okręg wyborczy, obejmujący dystrykt Al-Batrun, reprezentowany jest w libańskim Zgromadzeniu Narodowym przez 2 deputowanych maronickich.